# Nachteilsausgleich
Unter Nachteilsausgleich versteht man im deutschen Sozialrecht „Hilfen für behinderte Menschen zum Ausgleich behinderungsbedingter Nachteile oder Mehraufwendungen“ (§ 209 SGB IX). Bis zum Inkrafttreten des SGB IX in der Fassung des Bundesteilhabegesetzes am 1. Dezember 2018 war der Nachteilsausgleich in § 126 SGB IX geregelt.

## Schwerbehindertenrecht
Der Nachteilsausgleich erstreckt sich im Schwerbehindertenrecht über die Rechte nach dem Neunten Buch Sozialgesetzbuch (§§ 151 ff. SGB IX) hinaus auch auf das Arbeits-, Steuer- und Sozialversicherungsrecht. Er wird abhängig von bestimmten Merkzeichen sowie dem Grad der Behinderung (GdB) gewährt. Der Schwerbehindertenausweis dient dem Nachweis für die Inanspruchnahme von Leistungen und sonstigen Hilfen, die schwerbehinderten Menschen zustehen (§ 152 Abs. 5 Satz 2 SGB IX).

## Prüfungsrecht

### Bedeutung
Zur inklusiven Bildung von Kindern und Jugendlichen mit Behinderungen in Schulen wurden aufgrund von Empfehlungen der Kultusministerkonferenz (KMK) in allen Bundesländern Verfahren zur Feststellung eines sonderpädagogischen Förderbedarfs als Grundlage der individuellen Förderung entwickelt. Sonder- und Förderschulen wurden in vielen Ländern zu Förderzentren als Bildungs-, Beratungs- oder Kompetenzzentren ausgebaut. Ziel ist es, Schülern mit einem Bedarf an sonderpädagogischer Unterstützung sowie mit einer Behinderung oder chronischen Erkrankung ohne Bedarf an sonderpädagogischer Unterstützung die Abschlüsse der Bildungsgänge an allgemeinbildenden Schulen zu ermöglichen. Ein Nachteilsausgleich soll im Sinne einer Kompensation des mit einer Behinderung und/oder einem Bedarf an sonderpädagogischer Unterstützung verbundenen Nachteils dienen. Art und Umfang von Nachteilsausgleichen sind so auszurichten, dass die in der Behinderung begründete Benachteiligung ausgeglichen und dem Grundsatz der Kompensation behinderungsbedingter Nachteile möglichst vollständig entsprochen wird.

### Einzelne Hilfen
Nachteilsausgleiche werden auf Antrag sowohl im Unterricht als auch bei Klassenarbeiten und den zentralen Abschlussprüfungen gewährt, beispielsweise durch
- Zeitzugaben, etwa bei geringerem Lesetempo bei Sehschädigungen oder körperlichen und motorischen Beeinträchtigungen, die mit verzögerter Arbeitsweise oder besonderen Pausenbedürfnissen einhergehen,
- modifizierte Aufgabenstellungen; so können im Fach Englisch für Schüler mit dem Förderschwerpunkt Hören und Kommunikation anstelle von Hörverstehensaufgaben vergleichbare Aufgaben bereitgestellt werden,
- Einsatz technischer, elektronischer oder sonstiger apparativer Hilfen (Nutzung eines Laptops, Lesegerätes, Kassettenrekorders, angepasster Zeichen- oder Schreibgeräte, einer Lupe etc.),
- Veränderung der Arbeitsplatzorganisation oder der räumlichen Voraussetzungen, indem z. B. für eine Prüfung eine blendungsarme oder ablenkungsarme Umgebung geschaffen wird sowie
- die einzelfallbezogene Berücksichtigung der Behinderung bei der Bewertung der äußeren Form, indem z. B. eindeutige Tippfehler bei Vorliegen motorischer Beeinträchtigungen nicht als Rechtschreibfehler bewertet werden oder durch größere Exaktheitstoleranz bei sehbehinderten oder motorisch beeinträchtigten Schülerinnen und Schülern.

Es geht nicht um eine Bevorzugung durch geringere Leistungsanforderungen, sondern im Hinblick auf das Gebot der Chancengleichheit um eine andere, aber gleichwertige Gestaltung der Leistungsanforderungen.
Die Ausgleichsmaßnahme muss deshalb im Einzelfall nach Art und Umfang so bemessen sein, dass der Nachteil nicht „überkompensiert“ wird. Haben Prüflinge faktisch schlechtere Erfolgschancen, weil sie bestimmte Anforderungen aufgrund ihrer Behinderung gar nicht oder nur eingeschränkt erfüllen können, ist es von dem Fördergebot des Art. 3 Abs. 3 Satz 2 GG gedeckt, diesen Prüflingen Notenschutz zu gewähren. Ihre Prüfungsleistungen können abweichend vom allgemeinen Maßstab nach einem besonderen Maßstab bewertet werden, der behindertenbedingte Leistungsdefizite ganz oder teilweise ausblendet. Auch können Prüfungsleistungen, in denen sich die Behinderung nachteilig auswirken kann, mit einem geringeren Gewicht in die Notengebung einfließen. Voraussetzung dafür ist jedoch eine gesetzliche Regelung in den Landesschulgesetzen. Es ist auch nicht zu beanstanden, wenn Art und Umfang des Notenschutzes – im Gegensatz zum bloßen Nachteilsausgleich – im Zeugnis vermerkt werden, um klarzustellen, inwieweit die Noten des Zeugnisinhabers nicht nach den allgemeinen Bewertungskriterien zustande gekommen sind.

### Voraussetzungen
Die Rechtsgrundlagen für einen schulischen Nachteilsausgleich sind das spezielle Benachteiligungsverbot in Art. 3 Abs. 3 Satz 2 GG, die Landesschulgesetze und die  Ausbildungsordnungen der allgemeinbildenden Schulen. Die Entscheidung liegt in der Sekundarstufe I bei der Schulleitung. Für die Gewährung des Nachteilsausgleichs im Abitur ist in Nordrhein-Westfalen die Bezirksregierung als obere Schulaufsichtsbehörde zuständig.
Bezüglich der Prüfungsbehinderung ist zwischen akuten – gegebenenfalls zum Rücktritt von der Prüfung berechtigenden – Erkrankungen, die vorübergehen und somit den Urzustand der vorhandenen Befähigung des Prüflings nicht in Frage stellen, und den sogenannten Dauerleiden zu unterscheiden. Dauerleiden schränken die Leistungsfähigkeit trotz ärztlicher Hilfe bzw. des Einsatzes medizinisch-technischer Hilfsmittel dauerhaft ein und bestehen prognostisch nicht nur vorübergehend, sondern dauerhaft oder doch auf unbestimmte Zeit ohne sichere Heilungschance. Erfasst werden auch Erkrankungen, die schubweise auftreten und in deren Verlauf es zu Phasen höherer und niedrigerer Leistungsfähigkeit kommt. Berücksichtigt werden insbesondere Behinderungen, die nicht die aktuell geprüften Befähigungen betreffen, sondern nur den Nachweis der vorhandenen Befähigung erschweren, und die in der Prüfung sowie – und das ist das Entscheidende – in dem angestrebten Beruf durch Leistungen zur Teilhabe am Arbeitsleben (§ 49 SGB IX) ausgeglichen werden können.

## Hochschulzugangsberechtigung
Im Studienzulassungsverfahren können im Wege des sog. Nachteilsausgleichs eine rechnerische Verbesserung der im Abitur erreichten Durchschnittsnote oder der Wartezeit gewährt werden.